# Erwin Hoffstätter
Erwin Otto Hoffstätter (* 12. Februar 1897 in Mannheim; † 21. August 1971 in Mannheim) war ein deutscher Ruderer.

## Biografie
Erwin Hoffstätter nahm bei den Olympischen Sommerspielen 1928 in Amsterdam mit seinem Verein dem Mannheimer Ruderverein Amicitia von 1876 in der Achter-Regatta teil. Jedoch konnte das Boot den Finallauf nicht erreichen und wurde im Endklassement Fünfter. Im gleichen Jahr wurde Hoffstätter Deutscher Meister im Achter, ein Jahr später gewann er wieder im Achter und zusätzlich im Vierer mit Steuermann.